# Ryan Gibbons
Ryan Gibbons (* 13. August 1994 in Johannesburg) ist ein südafrikanischer Radrennfahrer und mehrfacher Afrikameister.

## Sportliche Laufbahn
Durch seine Eltern, beide aktive Radsportler, kam Ryan Gibbons zum Radsport. Zunächst fuhr er Mountainbike und bestritt Gran-Fondo-Rennen, oftmals gemeinsam mit seinen Eltern, allerdings über kürzeren Strecken als diese.
2012 belegte Ryan Gibbons bei den Afrikameisterschaften Rang elf im Einzelzeitfahren der Junioren; im Jahr darauf wurde er Dritter im Zeitfahren der Elite. Für 2017 erhielt er einen Vertrag beim Team Dimension Data, nachdem er im Jahr zuvor dort schon als Stagiaire gefahren war. Im selben Jahr gewann er die Tour de Langkawi. Dreimal wurde Gibbons beim Giro d’Italia in den Jahren 2017, 2018 und 2019 Fünfter einer Etappe.
2019 wurde Gibbons Dritter im Einzelzeitfahren der Afrikameisterschaften und Vierter im Straßenrennen. Ebenso belegte er den vierten Platz beim Cadel Evans Great Ocean Road Race. Bei der Tour Down Under wurde er Elfter und zudem südafrikanischer Vize-Meister im Straßenrennen hinter Daryl Impey. Bei den Afrikaspielen 2019 in Marokko gewann er das Einzelzeitfahren und gemeinsam mit der südafrikanischen Mannschaft das Mannschaftszeitfahren; im Straßenrennen wurde er Zweiter. 2020 wurde er nationaler Straßenmeister.
2021 wurde Ryan Gibbons bei den Afrikameisterschaften in Kairo vierfacher kontinentaler Meister im Straßenrennen, Einzelzeitfahren, in der Mixed-Staffel sowie im Mannschaftszeitfahren. Er startete im Straßenrennen der Olympischen Spiele in Tokio, das er aber nicht beendete.
Zur Saison 2024 wurde Gibbons von Lidl-Trek angeworben, um zukünftig für Mads Pedersen den Sprint anzufahren. Im Februar des Jahres holte er einen Doppelsieg bei den Landesmeisterschaften in Straßenrennen und Einzelzeitfahren.

## Erfolge
2013
- Afrikameisterschaft – Mannschaftszeitfahren

2017
- Gesamt- und Punktewertung und eine Etappe Tour de Langkawi

2019
- Afrikameisterschaft – Einzelzeitfahren
- Afrikaspielesieger – Einzelzeitfahren, Mannschaftszeitfahren
- Afrikaspiele – Straßenrennen

2020
- Südafrikanischer Meister – Straßenrennen

2021
- Afrikameister – Straßenrennen, Einzelzeitfahren, Mixed-Staffel, Mannschaftszeitfahren
- Südafrikanischer Meister – Einzelzeitfahren
- Trofeo Calvia

2024
- Südafrikanischer Meister – Einzelzeitfahren
- Südafrikanischer Meister – Straßenrennen

## Grand Tour-Platzierungen
| Grand Tour            | 2017 | 2018 | 2019 | 2020 | 2021 | 2022 | 2023 | 2024 |
| --------------------- | ---- | ---- | ---- | ---- | ---- | ---- | ---- | ---- |
| Giro d’ItaliaGiro     | DNF  | 84   | 91   | –    | –    | –    | 68   | –    |
| Tour de FranceTour    | –    | –    | –    | 121  | –    | –    | –    | 87   |
| Vuelta a EspañaVuelta | –    | 82   | –    | –    | 36   | –    | –    | –    |